# Argelia (Cauca)
Argelia è un comune della Colombia facente parte del dipartimento di Cauca.
Il centro abitato venne fondato da un gruppo di coloni nel 1905, mentre l'istituzione del comune è dell'8 novembre 1967.